# Istmo cavo-tricúspide
O istmo cavo-tricúspide (ICT) é um corpo de tecido fibroso que se localiza na porção inferior da aurícula direita, entre a veia cava inferior e a válvula tricúspide. A ablação do istmo cavo‐tricúspide é considerado o tratamento de eleição do flutter atrial, dada a sua elevada taxa de sucesso e baixa taxa de complicações, quando comparada com a terapêutica farmacológica que é relativamente ineficaz.